# Atom (teorie uspořádání)

Hasseův diagram potenční množiny tříprvkové množiny uspořádané relací podmnožiny: Atomy jsou prvky

Atom je v teorii uspořádání, podoboru matematiky, označení pro takový prvek {\displaystyle a} částečně uspořádané množiny s nejmenším prvek {\displaystyle 0}, pro který platí, že
1. {\displaystyle 0<a} a
2. neexistuje {\displaystyle b} splňující {\displaystyle 0<b<a}.

Jinými slovy to lze vyjádřit tak, že atomy jsou prvky, které jsou po vynechání nejmenšího prvku prvky minimálními, nebo tak, že atomy jsou prvky pokrývající nejmenší prvek.